# Indicatifs régionaux 541 et 458

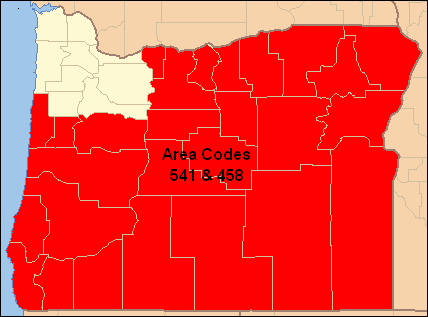
Carte de l'État de l'Oregon avec la région desservie par les indicatifs régionaux 541 et 458 en rouge.

Les indicatifs régionaux 541 et 458 sont les indicatifs téléphoniques régionaux qui desservent l'État de l'Oregon aux États-Unis, sauf la partie nord-ouest de l'État.
Les indicatifs régionaux 541 et 458 font partie du Plan de numérotation nord-américain.

## Villes desservies par les indicatifs
- Eugene
- Springfield
- Corvallis
- Albany
- Medford
- Bend
- Ashland
- The Dalles
- Pendleton
- ainsi que la région côtière du comté de Lincoln à la frontière de la Californie.

## Historique des indicatifs régionaux de l'Oregon
Jusqu'au 5 novembre 1995, l'indicatif 503 couvrait tout l'État de l'Oregon.
Le 5 novembre 1995, une scission de l'indicatif 503 a créé l'indicatif 541. L'indicatif 503 a été réduit à la partie nord-ouest de l'État alors que l'indicatif 541 couvrait le reste de l'État.
Le 1er octobre 2000, l'indicatif 971 a été introduit par chevauchement de l'indicatif 503. À cette époque, l'indicatif 971 ne couvrait pas les comtés de Clatsop et de Tillamook. Ces comtés ont été inclus dans le territoire de l'indicatif le 27 avril 2008.
Le 10 février 2010, l'indicatif 458 a été introduit par chevauchement de l'indicatif 541.